# Poezia arabă preislamică
Poezia arabă preslamică sau qaṣīda (ar. قصيدة) este una dintre cele mai importante forme de exprimare ale limbii arabe clasice.

## Istoric
Studiul limbilor popoarelor a scos la iveală de-a lungul timpului o importantă realitate a vieții, aceea că limba unui popor este poarta către universul său spiritual. În ceea ce privește limba arabă, se poate afirma cu certitudine că aceasta este elementul definitoriu al termenului arab. Chiar și în ziua de astăzi, dar în special în perioada preislamică, încercarea de a defini poporul arab a ridicat mari dificultăți de delimitare a unui cadru etnic și geografic de dezvoltare, din cauza caracterului său nomad și a diversității raselor care îl compunea. De aceea, s-a ajuns la înlocuirea acestor tentative de definire cu un singur criteriu de tip lingvistic și anume că „arabii sunt deținătorii limbii arabe” (Nadia Anghelescu).
Încă din perioada de dinaintea apariției Islamului, limba arabă era pusă la loc de onoare de către triburile beduine ce locuiau în Peninsula Arabă. Stilul nomad de viață al acestor grupuri a impus o importantă trăsătură – oralitatea, folosirea cuvântului în scopul creării unei forme de artă. A existat încă din această perioadă și până în zilele noastre, în cadrul poporului arab, o fascinație pentru cuvântul rostit frumos, pentru elocvență după cum spune W. Polk: „Limba nu este o formă de artă, ci arta arabilor prin excelență” și după cum o afirmă și istoricul P. Hitti: „Nici un popor din lume, probabil, nu manifestă o asememenea entuziastă admirație față de expresia literară și nu este atât de impresionat de cuvântul rostit sau scris, ca arabii”.
Stilul de viață al arabilor din aceea vreme nu favoriza constituirea unor grupuri mai mari de dimensiunea unui trib, fapt ce a dus la dezvoltarea unui pronunțat spirit de grup și a mitului beduinului ideal. În ochii locuitorilor deșertului și în conformitate cu marea lor pasiune pentru logos, prima calitate a acestui om era cea de poet. Trăsătura psihologică principală ce trebuia să-l definească era onoarea, un amestec de demnitate și orgoliu, din care rezultau două tipuri de comportament aparent contradictorii, dar totuși complementare; pe de o parte blândețea, ospitalitatea, apărarea celor slabi sau bătrâni, iar pe de altă parte curajul, apărarea tribului propriu în fața celorlalte triburi, răzbunarea în caz de nevoie, revolta împotriva asupririi etc.
În acest tip de comunitate, la loc de mare cinste se afla poetul tribului, acesta fiind considerat  o „arhivă vie” a tribului său, reținând mii de versuri, genealogii, oracole și istorii. Ele puteau fi folosite pentru a-și lăuda tribul și a-i cânta faptele de glorie pe câmpul de luptă sau împotriva altor poeți la competiții special organizate, dar și pentru a defăima sau ironiza dușmanii din tribul adversar. Astfel, poetul era un personaj extrem de important în trib, care deținea și o putere deosebită asupra publicului pe care îl vrăjea cu poeziile sale, fiind un fapt general acceptat că fiecare poet era „inspirat” de propriul său ğinn (spirit).
Acesta este cadrul în care în care a apărut qaṣīda, poezia arabă preislamică, cu aproximativ două sute de ani înaintea apariției Islamului, iar primele poezii aveau să fie notate în scris sute de ani mai târziu, în secolul al VIII-lea. Din cauza caracterului oral al acestor creații, principala trăsătură a devenit existența unei „formule” care consta în întrebuințarea unui grup de cuvinte în condiții metrice identice pentru a exprimaa un set de idei esențiale date. Această formulă conținea structuri stereotipe, pasate de la o generație la alta, tipare sonore, morfologice și sintactice, și o gamă limitată de teme și motive utilizate în așa fel încât farmecul acestor poezii nu consta în inovație stilistică sau tematică, ci în inovația formală adusă de fiecare poet în parte, care trebuia să poată reda aceleași teme și idei într-o formă mai elaborată, mai bogată și mai elocventă decât predecesorii săi.

## Structura uneiqaṣīde
O qaṣīdă este caracterizată de un număr de constrângeri formale și tematice destul de rigide.  Fiecare vers (bayt) este împărțit în două emistihuri, separate printr-o cezură, o pauză ritmică ce ușurează recitarea și susține cadența. Monorima este obligatorie, începând cu finalul primul emistih, apoi repetându-se la finalul fiecărui vers. Poeziile pot fi categorisite în funcție de consoana în care se face rima; astfel, o qaṣīdă cu rima în lam se va numi lāmiyya, una cu rima în ra, ramiyya șamd.
În ceea ce privește metrica, primul element este silaba, care poate fi lungă sau scurtă. O succesiune de silabe de lungime fixă formează un picior, iar un vers este considerat o succesiune de picioare metrice. Cel mai important metru este cel numit ṭawīl (lung). Astfel, ritmul interior al poeziei este fixat de metri și monorimă.
Din punct de vedere al conținutului, este de preferat ca fiecare vers să aibă un înțeles de sine stătător; lipsa acestui atribut era considerată un defect de stil în acele vremuri. Desigur, faptul că fiecare vers avea un grad ridicat de autonomie putea duce la o anumită lipsă de coeziune în întreaga poezie dar putea, de asemenea, ajuta poetul la reținerea versurilor și putea duce la o mai mare libertate organizării acestor versuri în momentul recitării. Era mult mai ușor pentru poet să schimbe ordinea versurilor, să introducă unele versuri sau chiar să omită altele din recitare.
Tematic, există o fixitate și o rigurozitate ce caracterizează poezia preislamică. Ordinea temelor era prefixată, deși numai introducerea (nasīb) era obligatorie, fiind alegerea poetului dacă restul temelor avea să fie introduse sau nu. El se putea concentra numai pe o laudă a tribului sau eventual, putea introduce și o defăimare a adversarilor etc.
Teme majore folosite în poezia arabă preislamică sunt:
- nasīb – pasajul introductiv al poeziei consacrat tematicii erotice;
- waṣf – descrieri de natură (deșert) sau animale (cal, cămilă – foarte amănunțite);
- faḫr (mândrie) – autoelogiu, laudă personală sau a tribului;
- hiğāʼ (satiră) – defăimarea adversarilor;
- madḥ (laudă) – elogiul altuia, laudă adusă unui alt trib sau a unui personaj (uneori protector, rege, conducător etc.);
- riṯaʼ (elegie) – plângerea unei persoane dispărute.

## Cele șaptemuʿallaqāte
Dintre toate qaṣīdele ajunse la noi, primul loc îl ocupă cele șapte muʼallaqāte (poeme suspendate - înșirate - ar. المعلقات), considerate până în ziua de azi capodopere poetice. Tradiția spune că în fiecare an, în primele trei luni ale primăverii, considerate luni sacre în care războiul era interzis, se organiza un târg la ʿUkāẓ unde poeții triburilor se întreceau în arta poeziei. Se spune că prima odă care a câștigat aprecierea juriului ar fi fost cea a lui Imru-l Qays și că acestea ar fi fost notate cu fir de aur pe piele de cămilă și atârnate pe zidurile Kaʿbei. Prima antologie ce a reunit aceste șapte poezii a fost cea a faimosului rapsod Ḥammād al-Rāwiya, la mijlocul secolului al VIII-lea. Cei șapte poeți care au compus aceste capodopere poetice sunt Imruʼu–l–Qays, Ṭarafa, Zuhayr, Labīḏ, ʿAmr Ibn Kulṯum, ʿAnṭara și Al-Ḥāriṯ Ibn Ḥilliza.